# Premature (filme)
Premature é um filme de drama romântico estadunidense de 2019 dirigido por Rashaad Ernesto Green e estrelado por  Zora Howard e Joshua Boone. 
O filme estreou no Festival de Cinema de Sundance em 26 de janeiro de 2019 e foi lançado nos cinemas e em vídeo sob demanda em 21 de fevereiro de 2020 pela IFC Films.

## Elenco
- Zora Howard como Ayanna[1]
- Joshua Boone como Isaiah[1]
- Michelle Wilson[1]
- Alexis Marie Wint[1]
- Imani Lewis[1]
- Tashiana Washington[1]

## Recepção
No Rotten Tomatoes, o filme uma taxa de aprovação de 92%, com base em 50 críticas; com uma avaliação média de 7,73/10. O consenso dos críticos do site diz: "Premature transcende suas armadilhas familiares com um diálogo agudo e um forte senso de ambiente que estabelece ainda mais Rashaad Ernesto Green como um cineasta talentoso".